# Півненко Сергій Сергійович
Сергій Сергійович Півненко (нар. 19 жовтня 1984 Ворошиловград, УРСР) — український футболіст, нападник.

## Життєпис
Футболом серйозно розпочав займатися в четвертому класі. У ДЮФЛ виступав за луганську «Зорю» і донецький «Шахтар». У листопаді 1998 року провів 1 матч за макіївський «Шахтар». Влітку 2001 року потрапив у донецький «Шахтар-2». У команді дебютував 29 липня 2001 року матчі проти луцької «Волині» (2:1), Півненко вийшов на 64 хвилині замість Руслана Левиги. У сезоні 2003/04 років посів друге місце в гонці бомбардирів у Першій лізі поступившись Олександру Алієву, який забив 16 м'ячів, а Сергій забив на один м'яч менше. Всього за «Шахтар-2» провів 84 матчі і забив 25 м'ячів. Також виступав за «Шахтар-3» і дубль.
У 2005 році потрапив у маріупольський «Іллічівець» на правах оренди. У Вищій лізі дебютував 16 квітня 2005 року в матчі проти бориспільського «Борисфена» (1:0), Півненко вийшов на 74 хвилині замість Адріана Пуканича. Всього за «Іллічівець» провів 8 матчів.
У липні 2008 року перейшов у річну оренду в київський «Арсенал». У команді дебютував 20 липня 2008 року в матчі проти одеського «Чорноморця» (0:1), Півненко вийшов на 54 хвилині замість Сендлея Біто. Всього за «Арсенал» провів 13 матчів у Прем'єр-лізі. Влітку 2009 року залишив клуб. Потім зіграв 1 матч у складі свердловського «Шахтаря». З 2010 по 2011 рік виступав у складі ФК «Попасна» (аматорський чемпіонат України) та «Металурга-НПВК» (Лутугіно). У 2012 році зіграв 11 матчів (3 голи) у складі першолігового армянського «Титана». Але того ж року повернувся до ФК «Попасної», кольори якої захищав до 2013 року.
У зв'язку з російською збройною агресією на Донбасі у 2014 році вперше не було проведено чемпіонату Луганської області. Ряд аматорських команд не виступали в жодному офіційному змаганні, в тому числі й ФК «Попасна». Припинив свою ігрову кар'єру й Сергій Півненко. Але в 2016 році він відновив ігрову кар'єру в т.зв. клубі «Спартак (Луганськ)», який виступав у т.зв. «чемпіонаті ЛНР з футболу», який проводиться під егідою терористів. У тому «чемпіонаті» його команда посіла 2-е місце, а в гонці «найкращих бомбардирів» Сергій посів 2-е місце (13 голів), поступившись лише Олександру Саванчуку (19 м'ячів).
З 2004 по 2005 рік викликався до табору молодіжної збірної України.